# Oblast de Kars
Pour les articles homonymes, voir Kars (homonymie).
1878–1918
Entités précédentes :
- Empire ottoman

Entités suivantes :
- RD d'Arménie
- RD de Géorgie

L'oblast de Kars (en russe : Карсская область, Karsskaïa oblast, Կարսի մարզ en arménien) est un oblast de l'Empire russe constitué en 1878 dans les territoires annexés avec l'oblast de Batoum aux dépens de l'Empire ottoman et centré sur la ville de Kars, dans la Turquie actuelle.

## Histoire

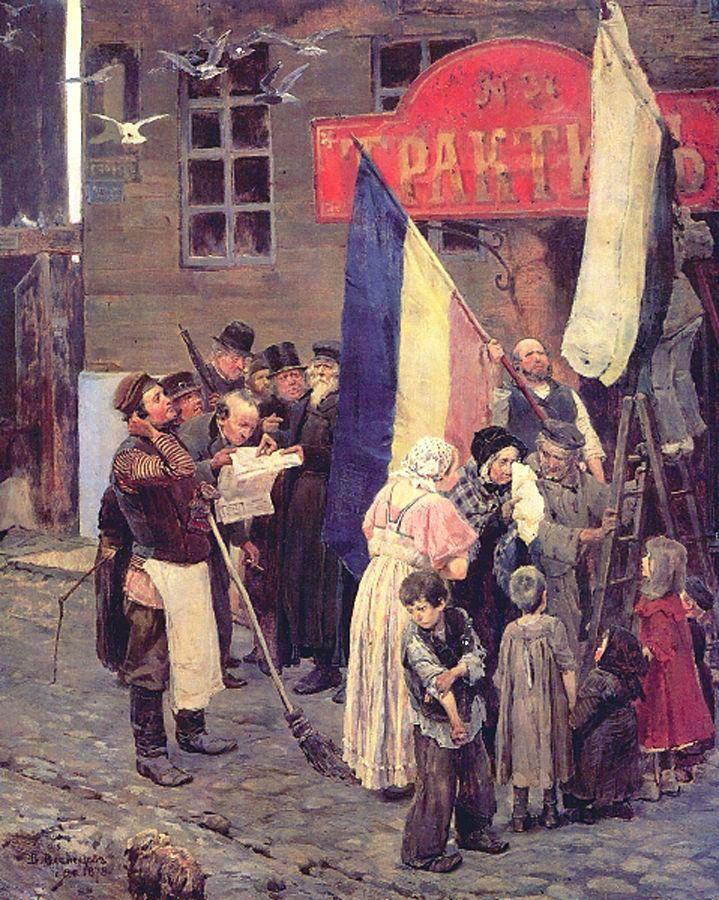
La Libération de Kars, tableau de Viktor Vasnetsov (1878) représentant les Arméniens de Kars fêtant la libération de leur ville en sortant l'ancien drapeau arménien.

L'oblast de Kars est créé en 1878 à partir de territoires conquis par l'Empire russe sur l'Empire ottoman et annexés en vertu du traité de San Stefano (du vilayet d'Erzurum). Cette annexion cause la fuite d'une large portion de sa population musulmane (82 000 entre 1878 et 1881 selon les sources russes) et l'installation de nouveaux chrétiens comme des Géorgiens et des Russes. Les Arméniens sont quant à eux la population autochtone, présente depuis l'Antiquité, et la ville de Kars et son territoire faisaient, en effet, partie de l'Arménie occidentale.
Après la révolution d'Octobre, l'oblast est rattaché par la République démocratique d'Arménie, sa partie septentrionale revenant à la République démocratique de Géorgie, avant d'être rapidement reprise par l'Empire ottoman, auquel elle est officiellement réintégrée par le traité de Kars en 1921.

## Subdivisions administratives
L'oblast, d'une superficie de 18 646,6 km2, est divisé en 1881 en quatre okrougs :
- Kars ;
- Ardahan ;
- Kagizman ;
- Olti.

## Population
En 1892, la population de l'oblast est estimée à 200 868, dont 24 % de « Turcs » (y compris des Lazes, un peuple non turque mais kartvélien), 21,5 % d'Arméniens, 15 % de Kurdes, 14 % de Karapapaks, 5 % de « Turkmènes » (des Karapapaks alévis), 13,5 % de Grecs et 7 % de Russes. Le recensement de 1897 dénombre 290 654 habitants.